# Военский, Константин Адамович
Константи́н Ада́мович Вое́нский (де Брезе) (1860, Санкт-Петербург — до 20 июня 1928, Валлетта, Мальта) — историк, один из составителей издания «Отечественная война и русское общество». Действительный статский советник.

## Биография
Родился в 1860 году.
Окончил курс в Александровском лицее.
Служил в гвардейской конной артиллерии, после этого — в Русской миссии в Токио.
В 1905—1915 состоял директором архива Министерства народного просвещения и членом ученого комитета того же министерства.
Занимался археологией и историей войны 1812 года. Участвовал в создании многотомного издания «Отечественная война и русское общество». По поручению Великого Князя Михаила Александровича, издал «Акты 1812 года», напечатанные в «Сборнике Императорского Русского Исторического Общества». Был редактором этого сборника в 1909 и 1911 годах.
Во время Первой мировой войны был членом Высшего совета по делам печати. Был удостоен придворного звания камергера.
В 1919 году эмигрировал на Мальту. Преподавал в местном университете.
Скончался в 1928 году.